# 1767 в Україні

## Події
- Кліщинське повстання 1767—1770
- Ніжинська справа
- Комісія законодавча 1767—1768

## Особи

### Народились
- Ведель Артем Лук'янович (1767—1808) — український композитор, диригент, співак, скрипаль.
- Джунковський Василь Якович (1767—1826) — історик медицини, медик, філолог, перекладач, бібліограф, ректор Харківського університету.
- Федоровський Андрій Іванович (1797 — після 1797) — один із перших вітчизняних вчених-лікарів, професор.

### Померли
- Сильвестр Добрина (1712—1767) — викладач, український церковний діяч, архімандрит Глухівського Петропавлівського монастиря.

## Засновані, зведені
- Паліцинська академія
- Вірменська церква святого Миколая (Кам'янець-Подільський)
- Церква святого преподобного Іова Почаївського (Горинка)
- Харківська міська рада
- Бобринець
- Буцнів
- Василева Гута
- Висунськ
- Дзюбівка (Яготинський район)
- Красенівка
- Новогеоргіївка (Ананьївський район)
- Семенівка (Березнегуватський район)
- Черкасівка (Яготинський район)
- Шабельківка